# Nicolás Peranic
Nicolás Aldo Peranic (Ituzaingó (Buenos Aires), Argentina, 2 de junio de 1985) es un futbolista argentino nacionalizado chileno. Juega como Portero y actualmente milita en Deportes Limache de la Primera División de Chile.

## Estadísticas

### Clubes
| Club                         |            | Temporada  | Liga  | Liga  | Copas(1) | Copas(1) | Torneos internacionales(2) | Torneos internacionales(2) | Total(3) | Total(3) |
| Club                         | Part.      | Temporada  | Goles | Part. | Goles    | Part.    | Goles                      | Part.                      | Goles    |          |
| ---------------------------- | ---------- | ---------- | ----- | ----- | -------- | -------- | -------------------------- | -------------------------- | -------- | -------- |
| Flandria Argentina           | 2ª         | 2005       | 11    | ?     | —        | —        | —                          | —                          | ?        | ?        |
| Acassuso Argentina           | 2ª         | 2006-08    | 73    | ?     | —        | —        | —                          | —                          | ?        | ?        |
| General Lamadrid Argentina   | 2ª         | 2008-10    | 42    | ?     | —        | —        | —                          | —                          | ?        | ?        |
| J.J. Urquiza Argentina       | 2ª         | 2010-11    | 45    | ?     | —        | —        | —                          | —                          | ?        | ?        |
| Defensores Unidos Argentina  | 2ª         | 2011-12    | —     | —     | —        | —        | —                          | —                          | 0        | 0        |
| Almagro Argentina            | 2ª         | 2012-13    | 3     | -3    | —        | —        | —                          | —                          | 3        | -3       |
| Almagro Argentina            | 2ª         | 2013-14    | 1     | -1    | —        | —        | —                          | —                          | 1        | -1       |
| Defensores Unidos Argentina  | 2ª         | 2013-14    | —     | —     | 1        | -1       | —                          | —                          | 1        | -1       |
| Defensores Unidos Argentina  | Total club | Total club | 0     | 0     | 1        | -1       | 0                          | 0                          | 1        | -1       |
| Almagro Argentina            | 2ª         | 2014       | 18    | -19   | —        | —        | —                          | —                          | 18       | -19      |
| Almagro Argentina            | Total club | Total club | 22    | -23   | 0        | 0        | 0                          | 0                          | 22       | -23      |
| Magallanes · Chile           | 2ª         | 2014-15    | 15    | -20   | 4        | -6       | —                          | —                          | 19       | -26      |
| Magallanes · Chile           | 2ª         | 2015-16    | 22    | -32   | —        | —        | —                          | —                          | 22       | -32      |
| Magallanes · Chile           | Total club | Total club | 37    | -52   | 4        | -6       | 0                          | 0                          | 41       | -58      |
| San Marcos de Arica · Chile  | 2ª         | 2017       | 1     | -1    | 4        | -10      | —                          | —                          | 5        | -11      |
| San Marcos de Arica · Chile  | 2ª         | 2018       | 28    | -35   | —        | —        | —                          | —                          | 28       | -35      |
| San Marcos de Arica · Chile  | Total club | Total club | 29    | -36   | 0        | 0        | 0                          | 0                          | 33       | -46      |
| Deportes Melipilla · Chile   | 2ª         | 2019       | 27    | -19   | 2        | 0        | —                          | —                          | 29       | -19      |
| Deportes Melipilla · Chile   | 2ª         | 2020       | 34    | -27   | —        | —        | —                          | —                          | 34       | -27      |
| Deportes Melipilla · Chile   | 1ª         | 2021       | 32    | -51   | 2        | -1       | —                          | —                          | 34       | -52      |
| Deportes Melipilla · Chile   | Total club | Total club | 93    | -97   | 4        | -1       | 0                          | 0                          | 97       | -98      |
| Universidad Católica · Chile | 1ª         | 2022       | 1     | 0     | 1        | -1       | —                          | —                          | 2        | -1       |
| Universidad Católica · Chile | 1ª         | 2023       | 15    | -22   | 3        | -1       | —                          | —                          | 18       | -23      |
| Universidad Católica · Chile | Total club | Total club | 16    | -22   | 4        | -2       | 0                          | 0                          | 20       | -24      |